# Élections générales britanniques de 2010 dans les Cornouailles
Des élections générales britanniques ont lieu le 6 mai 2010 pour élire la 55e législature du Parlement du Royaume-Uni. Les Cornouailles élise 6 des 650 députés.

## Résultats

### Global
| Partis | Partis                        | Voix    | Voix  | Voix       | Total des sièges | Total des sièges | Total des sièges |
| Partis | Partis                        | Votes   | %     | +/−        | Sièges           | +/−              |                  |
| ------ | ----------------------------- | ------- | ----- | ---------- | ---------------- | ---------------- | ---------------- |
|        | Libéraux-démocrates           | 117 307 | 41,76 | 2,66       | 3 / 6            | 2                |                  |
|        | Parti conservateur            | 115 016 | 40,95 | 9,13       | 3 / 6            | 3                |                  |
|        | Parti travailliste            | 24 257  | 8,64  | 7,22       | 0 / 6            | stagnation       |                  |
|        | UKIP                          | 13 763  | 4,90  | 0,06       | 0 / 6            | stagnation       |                  |
|        | Mebyon Kernow                 | 5 379   | 1,92  | 0,55       | 0 / 6            | stagnation       |                  |
|        | Parti vert                    | 3 573   | 1,27  | 0,60       | 0 / 6            | stagnation       |                  |
|        | Parti national britannique    | 1 022   | 0,36  |            | 0 / 6            |                  |                  |
|        | Démocrates corniques          | 396     | 0,14  |            | 0 / 6            |                  |                  |
|        | Parti travailliste socialiste | 168     | 0,06  |            | 0 / 6            |                  |                  |
| Total  | Total                         | 280 881 | 100   | stagnation | 6 / 6            | 1                |                  |

### Par circonscription

#### Camborne & Redruth
| Candidats                      | Candidats                      | Partis                         | Voix   | %    | +/−  |
| ------------------------------ | ------------------------------ | ------------------------------ | ------ | ---- | ---- |
|                                | George Eustice                 | Parti conservateur             | 15 969 | 37,6 | 12,0 |
|                                | Julia Goldsworthy              | Libéraux-démocrates            | 15 903 | 37,4 | 1,6  |
|                                | Jude Robinson                  | Parti travailliste             | 6 945  | 16,3 | 12,4 |
|                                | Derek Elliott                  | UKIP                           | 2 152  | 5,1  | 0,3  |
|                                | Loveday Jenkin                 | Mebyon Kernow                  | 775    | 1,8  | 0,9  |
|                                | Euan McPhee                    | Parti vert                     | 581    | 1,4  |      |
|                                | Robert Hawkins                 | Parti travailliste socialiste  | 168    | 0,4  |      |
| Total (Participation : 66,4 %) | Total (Participation : 66,4 %) | Total (Participation : 66,4 %) | 42 493 | 100  |      |

#### Cornwall North
| Candidats                      | Candidats                      | Partis                         | Voix   | %    | +/− |
| ------------------------------ | ------------------------------ | ------------------------------ | ------ | ---- | --- |
|                                | Dan Rogerson                   | Libéraux-démocrates            | 22 512 | 48,1 | 5,7 |
|                                | Sian Flynn                     | Parti conservateur             | 19 531 | 41,7 | 6,3 |
|                                | Miriel O'Connor                | UKIP                           | 2 300  | 4,9  | 0,8 |
|                                | Janet Hulme                    | Parti travailliste             | 1 971  | 4,2  | 8,3 |
|                                | Joanie Willett                 | Mebyon Kernow                  | 530    | 1,1  | 2,1 |
| Total (Participation : 68,2 %) | Total (Participation : 68,2 %) | Total (Participation : 68,2 %) | 46 844 | 100  |     |

#### Cornwall South East
| Candidats                      | Candidats                      | Partis                         | Voix   | %    | +/−  |
| ------------------------------ | ------------------------------ | ------------------------------ | ------ | ---- | ---- |
|                                | Sheryll Murray                 | Parti conservateur             | 22 390 | 45,1 | 10,1 |
|                                | Karen Gillard                  | Libéraux-démocrates            | 19 170 | 38,6 | 8,1  |
|                                | Michael Sparling               | Parti travailliste             | 3 507  | 7,1  | 3,4  |
|                                | Stephanie McWilliam            | UKIP                           | 3 083  | 6,2  | 1,1  |
|                                | Roger Creagh-Osborne           | Parti vert                     | 826    | 1,7  |      |
|                                | Roger Holmes                   | Mebyon Kernow                  | 641    | 1,3  | 0,4  |
| Total (Participation : 68,7 %) | Total (Participation : 68,7 %) | Total (Participation : 68,7 %) | 49 617 | 100  |      |

#### St Austell & Newquay
| Candidats                      | Candidats                      | Partis                         | Voix   | %    | +/− |
| ------------------------------ | ------------------------------ | ------------------------------ | ------ | ---- | --- |
|                                | Stephen Gilbert                | Libéraux-démocrates            | 20 189 | 42,7 | 4,5 |
|                                | Caroline Righton               | Parti conservateur             | 18 877 | 40,0 | 5,1 |
|                                | Lee Jameson                    | Parti travailliste             | 3 386  | 7,2  | 6,6 |
|                                | Dick Cole                      | Mebyon Kernow                  | 2 007  | 4,2  |     |
|                                | Clive Medway                   | UKIP                           | 1 757  | 3,7  | 0,4 |
|                                | James Fitton                   | Parti national britannique     | 1 022  | 2,2  |     |
| Total (Participation : 61,9 %) | Total (Participation : 61,9 %) | Total (Participation : 61,9 %) | 47 238 | 100  |     |

#### St Ives
| Candidats                      | Candidats                      | Partis                         | Voix   | %    | +/−  |
| ------------------------------ | ------------------------------ | ------------------------------ | ------ | ---- | ---- |
|                                | Andrew George                  | Libéraux-démocrates            | 19 619 | 42,7 | 9,1  |
|                                | Derek Thomas                   | Parti conservateur             | 17 900 | 39,0 | 11,7 |
|                                | Philippa Latimer               | Parti travailliste             | 3 751  | 8,2  | 4,4  |
|                                | Mick Faulkner                  | UKIP                           | 2 560  | 5,6  | 1,3  |
|                                | Tim Andrewes                   | Parti vert                     | 1 308  | 2,8  | 1,1  |
|                                | Jonathan Rogers                | Démocrates corniques           | 396    | 0,9  |      |
|                                | Simon Reed                     | Mebyon Kernow                  | 387    | 0,8  |      |
| Total (Participation : 68,6 %) | Total (Participation : 68,6 %) | Total (Participation : 68,6 %) | 45 921 | 100  |      |

#### Truro & Falmouth
| Candidats                      | Candidats                      | Partis                         | Voix   | %    | +/−  |
| ------------------------------ | ------------------------------ | ------------------------------ | ------ | ---- | ---- |
|                                | Sarah Newton                   | Parti conservateur             | 20 349 | 41,7 | 10,0 |
|                                | Terrye Teverson                | Libéraux-démocrates            | 19 914 | 40,8 | 0,1  |
|                                | Charlotte MacKenzie            | Parti travailliste             | 4 697  | 9,6  | 9,4  |
|                                | Harry Blakeley                 | UKIP                           | 1 911  | 3,9  | 1,8  |
|                                | Loic Rich                      | Mebyon Kernow                  | 1 039  | 2,1  | 0,4  |
|                                | Ian Wright                     | Parti vert                     | 858    | 1,8  |      |
| Total (Participation : 69,1 %) | Total (Participation : 69,1 %) | Total (Participation : 69,1 %) | 48 768 | 100  |      |

### Députés élus
| Circonscription      | Député élu | Député élu      |
| -------------------- | ---------- | --------------- |
| Camborne & Redruth   |            | George Eustice  |
| Cornwall North       |            | Dan Rogerson    |
| Cornwall South East  |            | Sheryll Murray  |
| St Austell & Newquay |            | Stephen Gilbert |
| St Ives              |            | Andrew George   |
| Truro & Falmouth     |            | Sarah Newton    |